# Аввакумова, Мария Николаевна
Мари́я Никола́евна Авваку́мова (род. 22 апреля 1943, Кондратовская, Архангельская область) — советская и российская поэтесса и переводчица. Член Союза писателей РСФСР (с 1980), затем России. Член Международного Союза славянских журналистов. Лауреат Международной литературной премии имени Сергея Есенина (2012).

## Биография
Мария Аввакумова родилась 22 апреля 1943 года в деревне Пучуга (ныне Кондратовская) Верхнетоемского района в семье служащего. Детство прошло в Верхней Тойме и Архангельске. В 1957 году вместе с родителями переехала жить в Татарскую АССР.
В 1967 году окончила факультет журналистики Казанского государственного университета. Проработала 10 лет в газетах Татарстана и Калининской (ныне Тверской) области. Принимала участие в нескольких научных экспедициях, в том числе с апреля по май 1982 года по Северному морскому пути.
Автор поэтических сборников «Северные реки» (1982), «Зимующие птицы» (1984), «Неоседланные кони» (1986), «Трамвай мечтаний» и «Из глубин…» (1990), выпущенных издательствами «Современник» и «Молодая гвардия».
Постоянно печатается в периодических изданиях и сборниках. Стихи М. Н. Аввакумовой включены во многие антологии, изданные в конце XX века. О её стихах поэт Ю. П. Кузнецов писал следующее: «Молитвенный шёпот её стиха упоителен, глубокая боль её отзывчивого женского сердца заставляет сопереживать…».
Являлась членом редколлегии архангельских альманахов «Белый пароход» и «Красная пристань». В настоящее время входит в состав редакционной коллегии журнала «Двина», где часто публикуются подборки её стихов. Перевела на русский язык стихи многих поэтов республик Поволжья и Северного Кавказа.
С 1984 года живёт и работает в Москве.
В 2000 году Московская городская организация Союза писателей России издала сборник стихов М. Н. Аввакумовой «Ночные годы», в 2004 году — «Прикоснуться к луне». В 2014 году был издан сборник «Стихи Марии», опубликованный московским издательством «Сказочная дорога».

## Награды
- Лауреат международной премии «Золотое перо» (2006);
- Премия журнала «Наш современник» — трижды;
- «Большая премия» за поэтический сборник «Иду домой» (Сыктывкар, 2011);
- Лауреат Международной литературной премии имени Сергея Есенина «О Русь, взмахни крылами…» (2012);
- Национальная премия «Имперская культура» имени Эдуарда Володина за сборник «Стихи Марии» (2014)[2][3];
- Номинант Патриаршей литературной премии (2018)[4].

## Сочинения
- М. Н. Аввакумова. Северные реки : стихи. — М. : Современник, 1982. — 46 с.
- М. Н. Аввакумова. Зимующие птицы : стихотворения. — М. : Молодая гвардия, 1984. — 79 с.
- М. Н. Аввакумова. Из глубин… : стихотворения. — М. : Советский писатель, 1990. — 179 с.
- М. Н. Аввакумова. Трамвай мечтаний : стихотворения. — М. : Молодая гвардия, 1990. — 173 с.
- М. Н. Аввакумова. Стихотворения. — Франция, 1992.
- М. Н. Аввакумова. Ночные годы : [стихи]. — М. : Моск. гор. орг. Союза писателей России, 2000. — 105 с.
- М. Н. Аввакумова. Прислониться к луне… : стихи.- М. : [б. и.], 2004. — 161 с.
- М. Н. Аввакумова. Копка земли ; Старуха на слайдах // Заря. — 1988. — 7 марта.
- М. Н. Аввакумова. Дерево с обломанными ветками … ; Не хочу тряпьишком выделяться… // День поэзии. 1988. — М., 1988. — С. 69-70.
- М. Н. Аввакумова. [Стихи] // Строфы века : антол. рус. поэзии / сост., предисл. Е. Евтушенко. — М. ; Минск, 1995. — С. 880.
- М. Н. Аввакумова. Очевидец // Белый пароход. — 1996. — № 2. — С. 27-39. — (Книга в альманахе).
- М. Н. Аввакумова. В эти смущённые дни : [стихи] // Двина. — 2002. — № 2. — С. 18.
- М. Н. Аввакумова. Неромантическая Арктика : из арктического дневника // Слово. — 2007. — № 3. — С. 101—108.
- М. Н. Аввакумова. Последней негой дорожить : [стихи] // Наш современник. — 2009. — № 3. — С.3-6.
- М. Н. Аввакумова. Древо непорочное : [стихи] // Двина. — 2009.- № 2. — С. 46-47.
- М. Н. Аввакумова. Иду домой : кн. стихотворений. — Сыктывкар : [б. и.], 2011 (ООО «Тип. Полиграф-Сервис»). — 91 с.
- М. Н. Аввакумова. Стихи Марии.— М. : Сказочная дорога, 2014. — 203 с. : портр.